# His Majesty's Hospital Ship
Her/His Majesty's Hospital Ship (em português:  Navio Hospital de Sua Majestade) é o prefixo dado aos navios com função hospitalar durante a Primeira Guerra Mundial, pertencentes à Marinha Real Britânica.
A sigla HMHS fez parte do nome do navio paquete HMHS Britannic - irmão dos navios  RMS Titanic e RMS Olympic - pertencente a Classe Olympic.